# Diebskäfer
Die Diebskäfer (Ptininae) stellen eine Unterfamilie der Nagekäfer (Ptinidae) dar, die weltweit mit ca. 600 Arten vorkommt. In Mitteleuropa gibt es 32 Arten, die auf acht Gattungen aufgeteilt werden. In Europa sind 14 Gattungen mit 154 Arten und Unterarten bekannt. Einige Arten wurden durch den Menschen verschleppt und treten heute weltweit auf.

## Beschreibung
Die Käfer werden zwei bis fünf Millimeter lang und haben einen gelblich-weißen, rundlichen oder gestreckten, kurz behaarten Körper, bei dem die Gliedmaßen verhältnismäßig lang sind. Sie sehen dadurch Spinnen sehr ähnlich. Die Fühler liegen, anders als bei den eng verwandten Pochkäfern, nahe beieinander und haben elf Glieder. Bei den Männchen sind sie länger ausgeprägt. Dies unterscheidet manche Geschlechter voneinander so, dass sie für verschiedene Arten gehalten werden.

## Lebensweise
Sowohl die Larven als auch die Käfer ernähren sich von (meist trockenen) tierischen und pflanzlichen Überresten und Früchten (vor allem Getreide), aber auch von Textilien, Wolle und toten, vertrockneten Insekten. Einige Arten schmarotzen über den Winter an Larven von Solitärbienen.
Die Käfer leben gerne an sehr trockenen Orten bzw. in sehr trockenen Substanzen wie z. B. Strohfüllungen. Daher zeigt sich vor allem in älteren Häusern mit Holzbalkendecken und entsprechenden Hohlraumfüllungen ein entsprechender Befall. Gerade nach Sanierungen oder Renovierungen von Wohnraum kann es zu verstärkten Wanderungsbewegungen kommen.
Nur wenige Arten sind Schädlinge, die meisten sind nur unliebsame Mitbewohner der Menschen, die allerdings durch ihr Auftreten in großen Mengen durchaus zu Beeinträchtigungen in der Wohnqualität führen können.

## Arten
- Kräuterdieb (Ptinus fur)
- Rotbeiniger Diebskäfer (Ptinus rufipes)
- Australischer Diebkäfer (Ptinus tectus)
- Messingkäfer (Niptus hololeucus)